# Casa de Pascual Fos
La Casa de Pascual Fos se encuentra situada en la calle Sant Josep número 8 de Sueca (Valencia), España. Es también conocida como Casa Meseguer. Es una de las obras de referencia del modernismo valenciano en Sueca.

## Edificio
Es obra del arquitecto local Buenaventura Ferrando Castells. Fue construida en el año 1909 y su estilo arquitectónico es el modernismo valenciano. Fue construida a instancias de Pascual Fos para su vivienda particular, tal y como consta en las iniciales entrelazadas que se observan en la parte superior de la puerta principal. 
Consta de planta baja y una altura y ático. En la fachada destacan los azulejos cerámicos de estilo típicamente modernista, la fábrica de ladrillo y la barandilla de los balcones con una cuidada ornamentación en forja de hierro.
El edificio fue sede de la Biblioteca Suecana hasta que sus fondos se trasladaron al nuevo edificio de la biblioteca municipal al recién rehabilitado Molí Fariner.